# Dusona mediator
Dusona mediator är en stekelart som först beskrevs av Gupta 1976.  Dusona mediator ingår i släktet Dusona och familjen brokparasitsteklar. Inga underarter finns listade i Catalogue of Life.